# Conrad Hunte
Conrad Hunte (9 mai 1932 – 3 décembre 1999) est un joueur de cricket international barbadien qui a joué comme batteur pour l'Équipe de la Barbade de cricket et pour l'Équipe des Indes occidentales de cricket qui regroupe les meilleurs joueurs des Antilles britanniques. Chrétien convaincu, il se distingue aussi par son engagement en faveur de relations interraciales pacifiées.

## Biographie

### Jeunesse
Né dans le village de Belleplaine (en), dans la paroisse rurale de Saint Andrew (la Barbade) au sein d'une famille d'ouvriers agricoles pauvres, Conrad Cleophas Hunte fréquente l'école primaire attachée à l'église du village puis l'école secondaire d'Alleyne. Admis à l'université de Londres, il préfère devenir joueur de cricket professionnel. En effet il avait commencé très jeune, en jouant avec du matériel improvisé. Révélé par ses performances au sein de ses équipes scolaires successives, il commence sa carrière de joueur de cricket avec le Belleplaine Sports and Social Club, et fait ses débuts au niveau national en 1950, avec un score de plus de 100 points, et son premier match international en 1951 dans un match La Barbade-Trinitad-et-Tobago où il marque 61 points d'affilée.
Il travaille comme enseignant, fonctionnaire puis agent d'assurances à la Barbade avant d'émigrer en Grande-Bretagne en 1956.

### Carrière sportive
Sa carrière avec l'Équipe des Indes occidentales de cricket débute en 1958, à l'occasion d'un match contre le Pakistan au cours duquel il réalise l'exploit rare de marquer plus de cent points d'affilée. Il s'illustre rapidement avec d'autres prestations remarquables, notamment un 446 points en partenariat avec Garfield Sobers. Il a été un joueur clé pour les Antilles pendant les neuf années suivantes, les aidant à remporter sept séries sur dix, y compris une victoire cruciale contre l'Angleterre en 1963. Malgré ses succès, Hunte a été déçu de ne pas être choisi comme capitaine en 1963, et il s'est retiré du cricket en 1967, après avoir accumulé 3 245 points dont huit séries de plus de cent points. Sa carrière complète en test matches compte 44 matchs, avec comme score le plus élevé 260 points, huit "siècles" (plus de cent points d'affilée), un total de 3 245 runs et une moyenne de 45,46 runs par mach, ce qui le place dans les 50 meilleurs joueurs de l'histoire de l'Équipe des Indes occidentales de cricket.

### Après le cricket
Après avoir pris sa retraite, Conrad Hunte, qui était un chrétien engagé, a travaillé avec le Réarmement moral afin de promouvoir l'harmonie interraciale, d'abord en Grande-Bretagne en 1968, au moment où le politicien Enoch Powell promettait des « rivières de sang » face à l'immigration croissante, puis à Atlanta, en Géorgie, pour aider à y résoudre de très vives tensions raciales. Il y rencontre sa femme Patricia, née Wilson, une présentatrice de télévision qu'il épouse en 1982, et avec qui il aura trois filles, Roberta, Grace and Veronica. En 1991, après la fin de l'apartheid, la famille part en Afrique du Sud où Conrad soutient le développement du cricket dans les milieux défavorisés.

### Fin de vie
Il est élu président de la Barbados Cricket Association (en) en 1999, avec le projet de relancer le développement du cricket dans son île natale, mais il décède peu après d'une crise cardiaque, alors qu'il se trouvait à Sydney en Australie pour prendre la parole lors d'une conférence du Réarmement moral. Il est inhumé au cimetière paroissial de Saint Andrew, son village natal, à la Barbade.

## Publications
- (en) Conrad Hunte, Playing to Win, Londres, Hodder & Stoughton Ltd, 1971, 160 p. (ISBN 9780340156353)

## Distinctions
- Il est l'un des cinq Wisden Cricketers of the Year de l'année 1964.
- En novembre 1998, Conrad Hunte reçoit la plus haute distinction de la Barbade : Chevalier de Saint-André (en) de l'Ordre de la Barbade[6]. Il est donc anobli et porte dès lors le titre de "Sir".
- Un hommage public lui est rendu en 2023 à La Barbade[7].